# Concert voor klein orkest en soloviool
Concert voor klein orkest en soloviool is een compositie van Gerald Finzi. 

## Geschiedenis
Het was een vroege poging van Finzi om te komen tot een vioolconcert. Hij had ook een bepaalde soliste op het oog: Sybil Eaton, niet alleen muzikaal, maar Finzi was ook verliefd op de violiste. Het werk bleek echter naar de smaak van de componist onvoldoende. Hij had het in 1927 al gereed, maar was ontevreden met name over het eerste deel. De delen 2 en 3 kregen daarom een eerste uitvoering op 4 mei 1927 met Eaton als solisten, begeleid door het British Women's Symphony Orchestra onder leiding van Malcolm Sargent. Finzi trok het hele werk terug, maar dankzij inspanningen van zijn vriend Ralph Vaughan Williams kreeg het gehele concert een uitvoering op 1 februari 1928. Eaton was opnieuw de soliste, ditmaal begeleid door het London Symphony Orchestra. Vaughan Williams dirigeerde zelf. Finzi bleef moeilijkheden houden met het eerste deel, daarin gesterkt door recensenten en gaf het op. Het werd niet uitgegeven, behalve deel 2, dat zelfstandig door het leven ging als Introit opus 6 van circa 8 minuten lengte. Nog even is er een kans op rehabilitatie van het gehele werk geweest, toen Finzi het raadpleegde toen hij aan zijn Klarinetconcert begon, maar het bleef bij inzien. 
Het kwam pas veel later weer uit de la. Het beleefde eigenlijk een tweede première op 20 november 1999, het was toen de tweede uitvoering van het totale werk.

## Muziek
Het werk is geschreven in de traditionele drie delen:
- Allegro
- Molto sereno
- Hornpipe rondo: Allegro risoluto.

Voor de muziekstijl koos Finzi voor een mengeling van Britse volksmuziek (hornpipe) en de contrapunt van Johann Sebastian Bach. Het bleef daarom een wisselvallig werk. De verbinding met Bach gaf wel aanleiding van de première van het gehele werk; het werd gespeeld tijdens een BACH Choir-concert. Dat Finzi niet geheel tevreden was over zijn muziek, is terug te vinden in een opmerking die hij maakte richting Eaton tijdens repetities: "Mijn taak is een werk te componeren, jouw taak is om het juiste tempo te vinden". Zij kreeg ook nog de opmerking van de componist "dat ze het tweede deel niet zuiver had gespeeld". 

### Orkestratie
- soloviool
- 2 dwarsfluiten, 1 hobo, 1 althobo, 2  klarinetten, 2 fagotten
- 2 hoorns, 2 trompetten
- pauken
- violen, altviolen, celli, contrabassen

## Discografie
Het werk kent in 2012 slechts één opname, het is een opname die gemaakt is vlak nadat het werk voor de tweede keer werd uitgevoerd:
- Uitgave Chandos: Tasmin Little (viool), City of London Sinfonia o.l.v. Richard Hickox, een opname van 2 december 1999.